# Wadi Mathendous
Wadi Mathendous é um sítio arqueológico pré-histórico na escarpa Mesak Settafet, localizado na região sudoeste de Fezzan, na Líbia. O local no deserto do Saara é famoso por suas gravuras rupestres de diversos temas. Os animais gravados incluem elefantes, girafas, auroques e crocodilos, sendo a arte rupestre datada de cerca de 8.000 anos atrás.

## Selos postais
A Companhia Geral de Correios e Telecomunicações do governo da Líbia da época dedicou uma emissão de selos postais às gravuras rupestres de Wadi Mathendous. A emissão é composta por cinco selos e foi lançada em 1978, 1º de janeiro.